# لورنس بوورز
لورنس بوورز (انگلیسی: Laurence Bowers؛ زادهٔ ۱۹ آوریل ۱۹۹۰) بازیکن بسکتبال اهل ایالات متحده آمریکا است.